# Pheidologeton rugiceps
Pheidologeton rugiceps é uma espécie de formiga do gênero Pheidologeton, pertencente à subfamília Myrmicinae.